# Pachylomalus deficiens
Pachylomalus deficiens är en skalbaggsart som beskrevs av Cooman 1933. Pachylomalus deficiens ingår i släktet Pachylomalus och familjen stumpbaggar. Inga underarter finns listade i Catalogue of Life.